# پوشاک ورزشی دایی

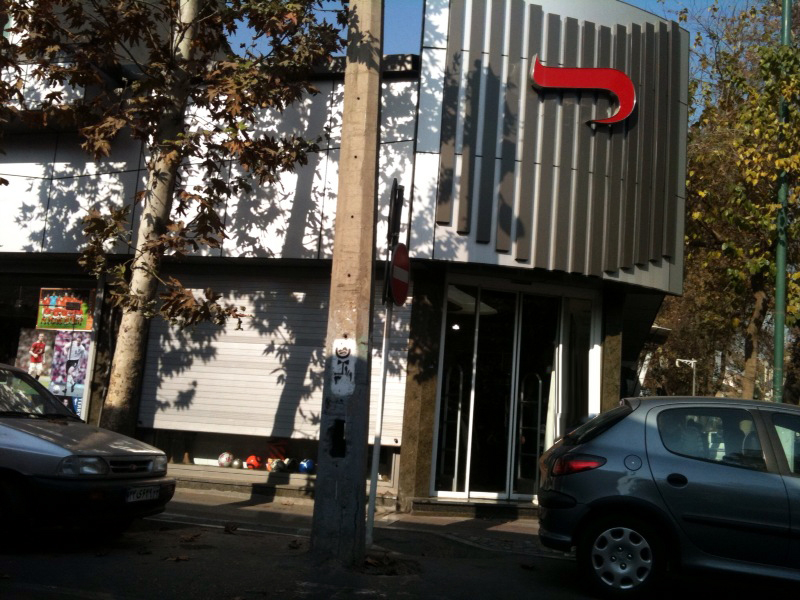
فروشگاه مرکزی پوشاک ورزشی دایی

پوشاک ورزشی دایی یکی از شرکتهایی است که در امر تولید پوشاک ورزشی فعالیت می‌کند.
مؤسس این شرکت علی دایی است.
در مقاطعی تهیه البسه تیم ملی و تیمهای لیگ برتر و معروف ترین آن تیم تراکتور تبریز بوده که در اختیار این شرکت بوده و هست.

## تیم‌های استفاده‌کننده

### ملی
- ۲۰۰۴–۲۰۰۶  تیم ملی فوتبال ایران
- ۲۰۰۸–۲۰۰۹  تیم ملی فوتبال ایران

### باشگاهی
- ۱۳۸۸–۸۹  نساجی
- ۱۳۹۰–۹۲  راه‌آهن
- ۱۳۹۲–۹۳  نساجی
- ۱۳۹۲–۹۳  صبای قم
- ۱۳۹۲–۹۳  نفت تهران
- ۱۳۹۴–۹۵  صبای قم
- ۱۳۸۴_۸۹ تراکتور تبریز